# Cremnops indicus
Cremnops indicus är en stekelart som beskrevs av Bhat 1979. Cremnops indicus ingår i släktet Cremnops och familjen bracksteklar. Inga underarter finns listade i Catalogue of Life.